# بدل خطي

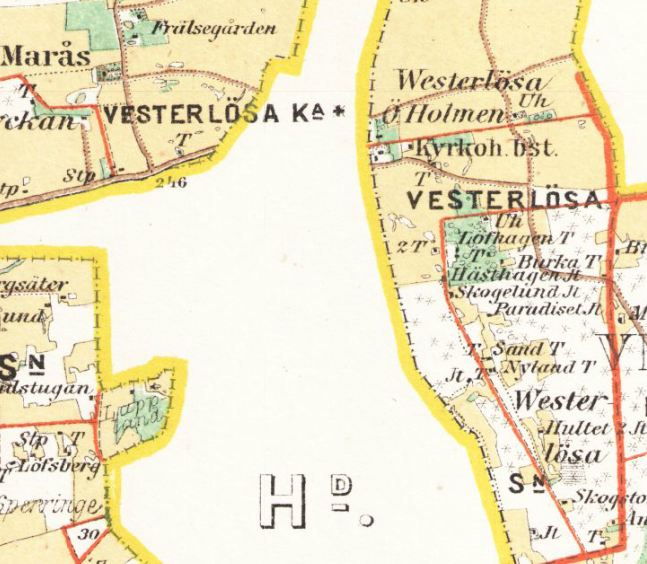

بدل خطي للحرف أو ألغراف[بحاجة لمصدر] هو كل نوع من أنواعه وكل شكل من الأشكال المتنوعة التي يتخذها بحسب موضعه في الكلمة أو طريقة كتابته.

## أمثلة

### عربية
- حرف ا له ألغراف واحد: ‍ا
- حرف ب له ثلاثة: ب‍ ‍ب‍ ‍ب